# Salon du livre du Grand Sudbury
Le Salon du livre du Grand Sudbury (SLGS) est un salon du livre et festival littéraire bisannuel visant à promouvoir la lecture et la littérature de langue française auprès du public du Grand Sudbury et du Nord de l'Ontario. Depuis la première édition en 2004, le Salon présente une programmation privilégiant les œuvres des autrices et auteurs de la région, de l'Ontario français et du Canada français.
Le SLGS est membre du Regroupement des organismes culturels de Sudbury (ROCS) et fait partie des sept organismes fondateurs de la Place des Arts du Grand Sudbury.

## Mission et organisation
À l'hiver 2003, inspiré par les succès du Salon du livre de Hearst, une communauté francophone signicativement plus petite que Sudbury, un comité s'est constitué sous la supervision partagée des Éditions Prise de parole, maison d'édition franco-ontarienne fondée à Sudbury, et du Centre FORA, un centre de ressources en alphabétisation pour les adultes de la région. Suivant une première édition en 2004, un organisme de bienfaisance a été incorporé en 2005 qui depuis assure la gestion et l'organisation de l'événement et de ses autres activités connexes.
Jusqu'en 2024, le Salon du livre du Grand Sudbury est présenté aux deux ans, les années paires (2004, 2006, 2008, etc.), en alternance avec le Salon du livre de Hearst, présenté les années impaires. Cette alternance permet à chaque salon de s'insérer dans l'horaire chargé des salons du livre francophones du Canada et du Québec, tout en empêchant la concurrence entre les deux événements qui desservent tous les deux les francophones du Nord de l'Ontario. En marge de son édition 2024, le Salon annonce que l'événement se déroulera désormais sur une base annuelle, en partie puisque les activités du Salon du livre de Hearst sont sur pause depuis sa dernière édition en 2019.

## Le festival littéraire (le Salon)
| Édition | Date             | Lieu                            | Slogan                                                            | Présidence d'honneur    | Sélection des autrices et auteurs invités |
| ------- | ---------------- | ------------------------------- | ----------------------------------------------------------------- | ----------------------- | --- |
| 1ère    | 6 au 9 mai 2004  | Rainbow Centre                  | « Vivre le livre »                                                | Robert Dickson          | Marguerite Andersen, Daniel Aubin, Alain Cavenne, Marie-Roger Bilboa, Éric Charlebois, Francine Chicoine, Arlette Cousture, Michel Dallaire, Jean Després, Robbert Fortin, Guy Gaudreau, Doric Germain, Maurice Henrie, Aristote Kavungu, Didier Leclair, Michèle Matteau, Melchior Mbonimpa, François Paré, Pierre Raphaël Pelletier, Bryan Perro, Daniel Poliquin, Gabrielle Poulin, Rachelle Renaud, nathalie stephens, Gaston Tramblay, Micheline Tremblay, Danièle Vallée, Nancy Vickers |
| 2e      | 4 au 7 mai 2006  | Rainbow Centre                  | « Viens lire ma ville »                                           | Daniel Poliquin         | Daniel Aubin, Marcel Aymar, Serge Bouchard, Jean Marc Dalpé, Michel Dallaire, Patrice Desbiens, Robert Dickson, Robert Marinier, Melchior Mbonimpa, François Paré, Fred Pellerin, Jocelyne Saucier, Marie-Jo Thério, Guylaine Tousignant, Louise Tremblay-D'Essiambre |
| 3e      | 8 au 11 mai 2008 | Rainbow Centre                  | « Grand ciel bleu par ici » (d'après l'ouvrage de Robert Dickson) | Brigitte Haentjens      | Caroline Allard, Esther Beauchemin, Thierry Bissonnette, Éric Charlebois, Michel Dallaire, Tristan Demers, Claude Forand, Annie Groovie, Tomson Highway, Mariana Lafrance, Didier Leclair, David Lonergan, Daniel Marchildon, Robert Marinier, Melchior Mbonimpa, François Paré, Normand Renaud, Guylaine Tousignant |
| 4e      | 6 au 9 mai 2010  | Aréna de Sudbury                | « L’aventure est littéraire »                                     | Herménégilde Chiasson   | Steven Guilbeault, Éric Charlebois, Marguerite Andersen, François Barcelo, Hélène Koscielniak, Paul-François Sylvestre |
| 5e      | 8 au 11 mai 2012 | Hôtel Radisson                  | -                                                                 | Jean Marc Dalpé         | Jean Marc Dalpé, Marguerite Andersen, Joëlle Roy, Bryan Perro, Gilles Archambault, Claude Forand, Melchior Mbonimpa, Michèle Vinet, Louis L’Allier, Sonia Lamontagne, Michèle Matteau, Queen Ka, Pierre Nepveu, |
| 6e      | 7 au 10 mai 2014 | Hôtel Radisson                  | « Vagabonder...par monts et par mots »                            | Marguerite Anderson     | |
| 7e      | 4 au 7 mai 2016  | Hôtel Radisson                  | « Une place pour voir le monde »                                  | Patrice Desbiens        | Suzanne Aubry, Léa Clermont-Dion, Simon Boulerice, Didier Leclair, |
| 8e      | 9 au 12 mai 2018 | École d'architecture McEwen     | -                                                                 | Michel Ouellette        | |
| 9e      | 7 au 10 mai 2020 | En virtuel                      | « De notre Salon à votre salon »                                  | Stefan Psenak           | Sébastien Bérubé, Jonathan Roy, Paul Bossé, Simone Chaput, David Baudemont, Lyne Gareau, Nicholas Giguère (invité d'honneur du volet littérature LGBTQ+), Sylvie Bérard, José Claer, Marie Darsigny, Pierre-André Doucet, Joséphine Bacon (invitée d’honneur du volet littérature autochtone), Virginia Pésémapéo Bordeleau, Jean-François Létourneau |
| 10e     | 5 au 8 mai 2022  | Place des Arts du Grand Sudbury | « Place à l'imaginaire »                                          | Tomson Highway          | Chloé Laduchesse (invitée d'honneur), Edem Awumey (invité d'honneur), Gaston Tremblay, Chloé Sainte-Marie, Patricia Cano , |
| 11e     | 9 au 12 mai 2024 | Place des Arts du Grand Sudbury | « La tête dans les nuages, lire, c’est s’élever »                 | Natasha Kanapé Fontaine | Xénia, Guyaume Boulianne, Mishka Lavigne, Alain Doom, Didier Leclair, Isabella Huberman |

### Activités marquantes
2004 : On comptait parmi la programmation des spectacles de la chanteuse et actrice québécoise Chloé Sainte-Marie et de Marc Favreau, incarnant son personnage clownesque Sol, une excursion de cueillette de morilles et la diffusion sur place de l'émission Le Mélange des Genres, co-animée par Marie-Louise Arsenault et Mario Girard, à la radio d'ICI Radio-Canada.
2006 : Sous la direction artistique de Miriam Cusson, la programmation incluait Sudbury Blues, un spectacle combinant musique, théâtre et poésie originellement conçu pour le Festival international de littérature de Montréal mettant en vedette, entre autres, les artistes Daniel Aubin, Marcel Aymar, Jean Marc Dalpé, Michel Dallaire, Patrice Desbiens, Robert Dickson et Guylaine Tousignant. On comptait aussi des spectacles de Fred Pellerin et Marie-Jo Thério, un hommage à Daniel Poliquin, un gala durant lequel on a annoncé le livre lauréat du Prix des lecteurs Radio-Canada, soit Terre des autres de Sylvie Bérard, et l'Autobus de la poésie, un autobus municipal décoré et couvert de citations littéraires qui a apporté le public sur un parcours théâtral à travers le centre-ville. La fréquentation de cette édition était de 17 000 personnes.
2008 : Conjointement avec la Galerie du Nouvel-Ontario (GNO), le Salon du livre met sur pied la Biennale de Sudbury en faisant agencer la programmation de son festival avec celle de la Foire d'art alternatif de Sudbury (FAAS) de la GNO qui s'est déroulée du 4 au 7 mai. À l'horaire du Salon étaient des prestations des artistes Andréa Lindsay, Les McDades, Boucar Diouf et Zachary Richard, en plus du spectacle D'un pays qui pousse dans le Nord, projet réunissant des artistes de l'Abitibi et du Nord de l'Ontario, et des mises en lectures d'extraits de textes. Les autres activités du Salon s'organisaient sous trois grands thèmes : l'écologie, la rencontre avec les auteurs et l'architecture du Nord. Le Salon a également décerné trois prix, soit le Prix Robert-Dickson, le Prix Pépin de pomme et le Prix du Salon du livre du Grand Sudbury, ce dernier décerné à Patrice Desbiens pour l'ensemble de son corpus littéraire. On estime que cette édition aurait accueillie près de 28 000 personnes.
2010 : Cette édition fut lancée par la Gouverneure générale du Canada, Michaëlle Jean, à la fin d'une tournée nord-ontarienne,.
2012 : Marguerite Andersen est récipiendaire du Prix du Nouvel-Ontario, annoncé dans le cadre du Salon.
2016 : L'œuvre de Patrice Desbiens est mise à l'honneur grâce, entre autres, à un spectacle hommage.
2020 : En réponse à la pandémie de Covid-19, le Salon se déroule entièrement en mode virtuel,.
2022 : La 10e édition du Salon est le premier événement d'envergure à être présenté à la Place des Arts du Grand Sudbury, dont l'inauguration officielle s'est déroulée la semaine précédente.

## Le Marathon de lecture
Les années hors-Salon depuis 2015, le SLGS organise un Marathon de lecture, un concours pour les publics scolaire et familial visant à promouvoir la lecture. Au courant d'un mois, les participantes et participants sont invités à tenir le compte du temps passé à lire. Les personnes, classes et familles se démarquant avec le plus grand nombre d'heures passées à lire se méritent des prix. Une poignée d'autrices et auteurs font également la tournée dans les écoles de la région.

## Distinctions
- 2009, Prix d'excellence de la Fondation Trillium de l'Ontario[29]